# Глибока (пам'ятка природи)
Глибока — ботанічна пам'ятка природи місцевого значення в Україні. Об'єкт природно-заповідного фонду Сумської області. Розташований на західній околиці смт Угроїди. 
Площа — 5,9 га. Статус надано рішенням Сумської обласної ради від 15.10.2010 р. 
Охроняється рідкісне, добре збережене угруповання лучно-степової рослинності на крутих схилах глибокого яру. У складі рослинного покриву переважають типові види (тонконіг вузьколистий, костриця валіська, пирій степовий, куничник наземний тощо).
Разом з природоохоронною має особливу наукову, естетичну, рекреаційну, пізнавальну, еколого-освітню виховну та історико-культурну цінність